# Heinrich Landolt
Heinrich Landolt (* 31. Dezember 1943 in Zürich; mit vollem Namen Robert Heinrich Silvester Landolt) ist ein Schweizer Entwicklungshelfer und Schriftsteller.

## Leben
Nach Schule und Ausbildung in Chur, Zürich und Bern arbeitete er als Journalist und später in der Werbung. 1984 beschloss er, nach langjähriger Freiwilligenarbeit bei einem Schweizer Kinderhilfswerk, sich professionell in der Entwicklungshilfe zu engagieren. Knapp ein Jahr verbrachte er 1985 während einer Hungersnot im Norden des Sudan für das amerikanische Hilfswerk Interaid International, das in Zusammenarbeit mit dem Welternährungsprogramm der Vereinten Nationen Nothilfe leistete. Danach berief ihn das US-Hilfswerk nach Kenia, wo er bis 1989 die Arbeiten in Kenia, Uganda, Kongo (damals Zaire) und Tschad betreute. Danach berief ihn das Hilfswerk an seinen Hauptsitz in der Nähe von Los Angeles. Später wechselte er zu dem ebenfalls in Südkalifornien ansässigen Hilfswerk Mission without Borders, wo er sich für Projekte in Rumänien, Albanien und der Ukraine einsetzte. Seit seiner Rückkehr in die Schweiz (2007) betätigt er sich als freier Schriftsteller. Heinrich Landolt lebt und schreibt in Luzern.

## Arbeit

### Autor
Bisher auf Deutsch erschienen sind die ersten beiden Bände der Fantasy-Trilogie «Schlimme Zeiten»: «Der erste Mantel» (2014) und «Der englische Mantel» (2018). Beide Titel werden vom wortweit-Verlag, Wien publiziert.
Es sind die Geschichten von Jan, einem Jungen, der nicht sterben kann. Sein Schicksal zwingt ihn, jeweils in einem anderen Körper weiterzuleben. Die Titel verweben akribisch recherchierte historische Figuren und Gegebenheiten mit fiktiven Gestalten. Im ersten Band kämpft Jan sich durch die brutale Welt des Dreissigjährigen Krieges, wo er sich als Söldner verdingt, bei einem Alchimisten Unterschlupf findet und Zöpfchen findet, seine ewige Liebe. Im zweiten Band lernt er die Höhen und Tiefen des viktorianischen Zeitalters kennen: Von den Slums in Londons East End bis zu Königin Viktoria und ihrem heute weitgehend vergessenen Begleiter und Berater Abdul Karim.
Bereits früher in den USA verfasste Heinrich Landolt als Ko-Autor die auf Englisch erschienene Autobiographie von Lois M. Bass unter dem Titel «Forbidden Faith» (2000, Thousand Oaks Publisher). Eine rumänische Übersetzung erschien 2002 als «Credinṱa interzisă» bei Editura Agape, Sibiu.

## Werke
- Autobiographie von Lois M. Bass, Forbidden Faith. 2000, Thousand Oaks Publisher.
- SCHLIMME ZEITEN: Der erste Mantel. wortweit-Verlag; Auflage: Erstausgabe (2014).  ISBN 978-3-9503773-0-9.
- SCHLIMME ZEITEN 2: Der englische Mantel.  wortweit-Verlag; Auflage: Erstausgabe (2018).  ISBN 3-9504230-7-9.